# 15 éxitos de Cri Cri vol. I
15 Éxitos De Cri Cri Vol. I es un álbum recopilatorio del cantautor mexicano Francisco Gabilondo Soler «Cri Cri». Fue lanzado en el año 1983 por CBS Records. Forma parte de la lista de los 100 discos que debes tener antes del fin del mundo, publicada en el año 2012 por Sony Music.

## Lista de canciones[2]
Todos los temas escritos por F.G. Soler
- Tema de Cri Cri (apertura) - 0:35
- La patita - 2:50
- El perrito - 2:27
- Negrito sandía - 3:52
- Di porque - 3:02
- Cochinitos dormilones - 3:24
- La muñeca fea - 3:15
- Bombón 1.º - 3:27
- Caminito de la escuela - 2:22
- El chorrito - 2:55
- Ratón vaquero - 3:03
- El ropero - 2:55
- La merienda - 2:44
- El chivo ciclista - 2:55
- El negrito bailarín - 2:44
- Marcha de las letras - 2:36
- Tema de Cri Cri (cierre) - 0:35

## Curiosidades
- A pesar de recibir el nombre de 15 éxitos, el álbum tiene dos canciones más: Tema de Cri Cri, el cual aparece dos veces: al principio y al final del álbum.